# Fox the Fox
Fox the Fox est un groupe néerlandais de new wave, actif entre 1981 et 1990. Le groupe est principalement connu pour le succès de 1984, Precious Little Diamond.

## Histoire
Le groupe est fondé par Berth Tamaëla et Silhouette Musmin en 1981 à Groningue. Berth Tamaëla composait les chansons, tandis que la claviériste Silhouette Musmin écrivait principalement les paroles des chansons. Ce groupe avait la particularité d'être formé de membres majoritairement issus de territoires néerlandais d'outre-mer, avec des membres issus des Antilles néerlandaises ou du Suriname, ou d'Indonésie, anciennes colonies néerlandaises. 
En 1984, le groupe obtient le succès avec leur deuxième single Precious Little Diamond, la chanson atteignant le top 20 des hit-parades allemand, néerlandais et français. Après cela, Fox the Fox n'a plus été en mesure d'avoir d'autres succès. 
Le groupe se sépare en 1990 après avoir sorti deux albums studio et huit singles.

## Discographie

### Albums studio
| Titre                   | Détails                                                        |
| ----------------------- | -------------------------------------------------------------- |
| In the Dark of the Nite | - Sortie : 1984 - Label : CBS - Formats : CD, cassette, vinyle |
| Diamonds                | - Sortie : 1989 - Label : CBS - Formats : CD, cassette, vinyle |

### Compilations
| Titre       | Détails                                                                    |
| ----------- | -------------------------------------------------------------------------- |
| Collections | - Sortie : 21 avril 2006 - Label : Sony BMG - Formats : CD, téléchargement |

### Singles
| Titre                                                               | Année | Meilleur classement | Meilleur classement | Meilleur classement | Meilleur classement | Meilleur classement | Album                   |
| Titre                                                               | Année | P-B                 | ALL                 | FLA                 | FRA                 | R-U                 | Album                   |
| ------------------------------------------------------------------- | ----- | ------------------- | ------------------- | ------------------- | ------------------- | ------------------- | ----------------------- |
| Flirting and Showing                                                | 1983  | 40                  | 40                  | —                   | —                   | —                   | In the Dark of the Nite |
| Precious Little Diamond                                             | 1984  | 11                  | 5                   | 38                  | 15                  | 86                  | In the Dark of the Nite |
| I.C. Eyes                                                           | 1984  | —                   | —                   | —                   | —                   | —                   | In the Dark of the Nite |
| Stealin' (My Heart Away)                                            | 1984  | 51                  | —                   | —                   | —                   | —                   | In the Dark of the Nite |
| She Don't Mind                                                      | 1986  | —                   | —                   | —                   | —                   | —                   | Single uniquement       |
| Star in the Night (Too Late)                                        | 1987  | —                   | —                   | —                   | —                   | —                   | Single uniquement       |
| Rock the Pop                                                        | 1989  | —                   | —                   | —                   | —                   | —                   | Diamonds                |
| Something Special                                                   | 1990  | —                   | —                   | —                   | —                   | —                   | Diamonds                |
| « — » indique que le single n'est pas sorti ou classé dans le pays. |       |                     |                     |                     |                     |                     |                         |